# Furcifer willsii
Espèce
Synonymes
- Chamaeleon willsii Günther, 1890

Statut de conservation UICN

 LC  : Préoccupation mineure
Statut CITES
Furcifer willsii est une espèce de sauriens de la famille des Chamaeleonidae.

## Répartition
Cette espèce est endémique du centre de Madagascar.

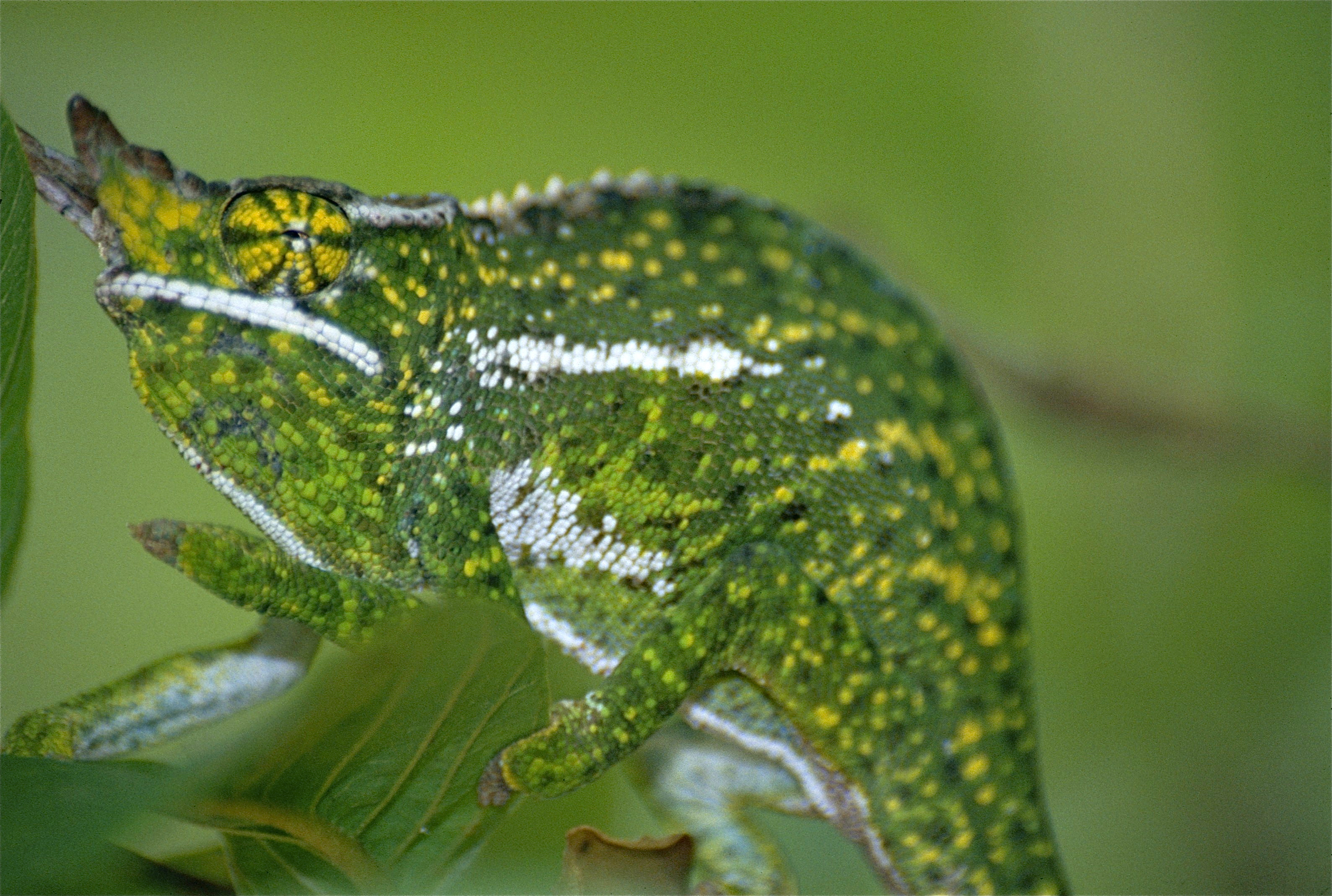

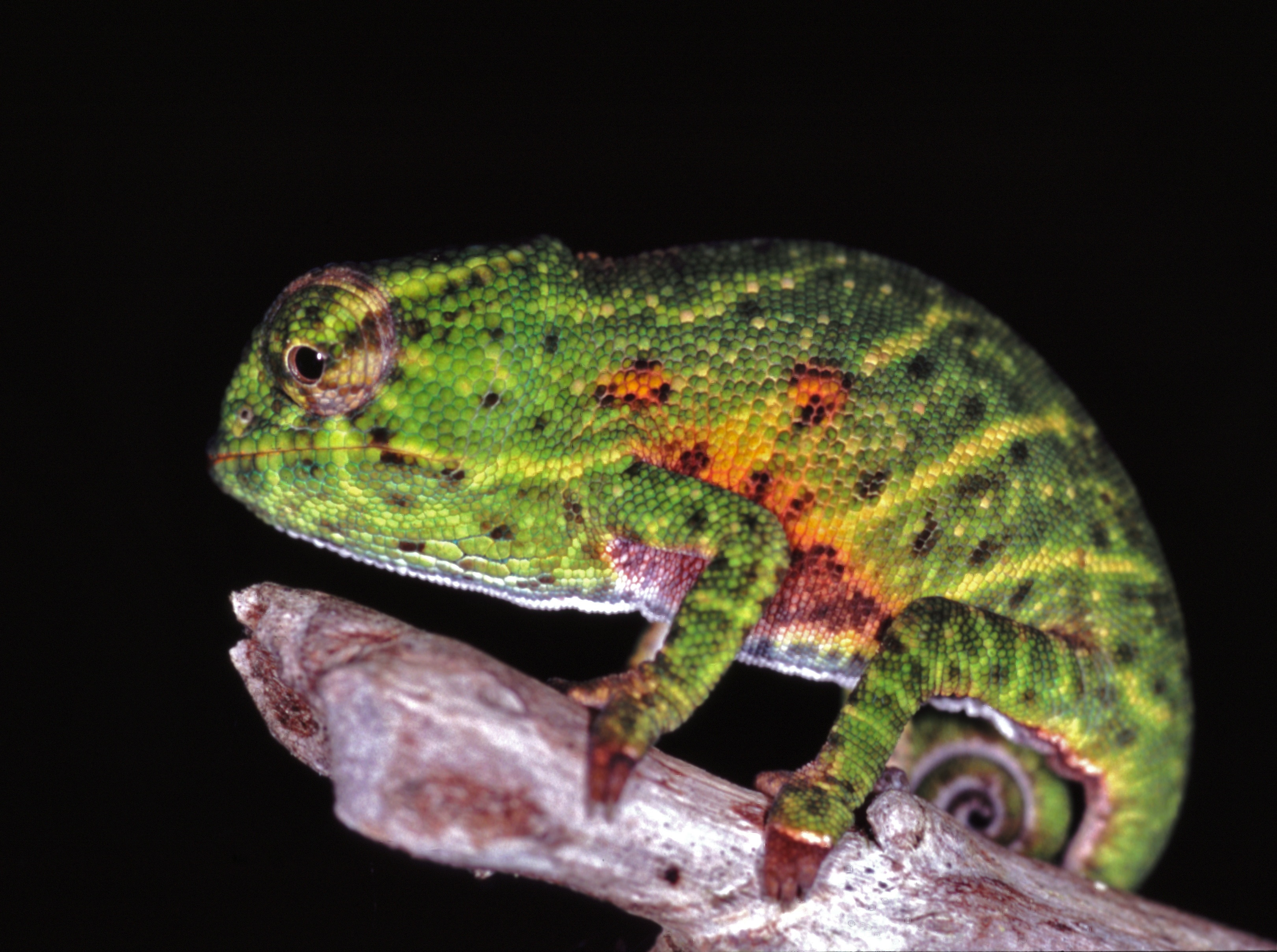

## Étymologie
Cette espèce est nommée en l'honneur du révérend et ornithologiste James Wills (1836-1898).

## Publication originale
- Günther, 1890 : Tenth Contribution to the Knowledge of the Fauna of Madagascar. Annals and magazine of natural history, sér. 6, vol. 5, p. 69-72 (texte intégral).